# ساخت ادوات نیم‌رسانا

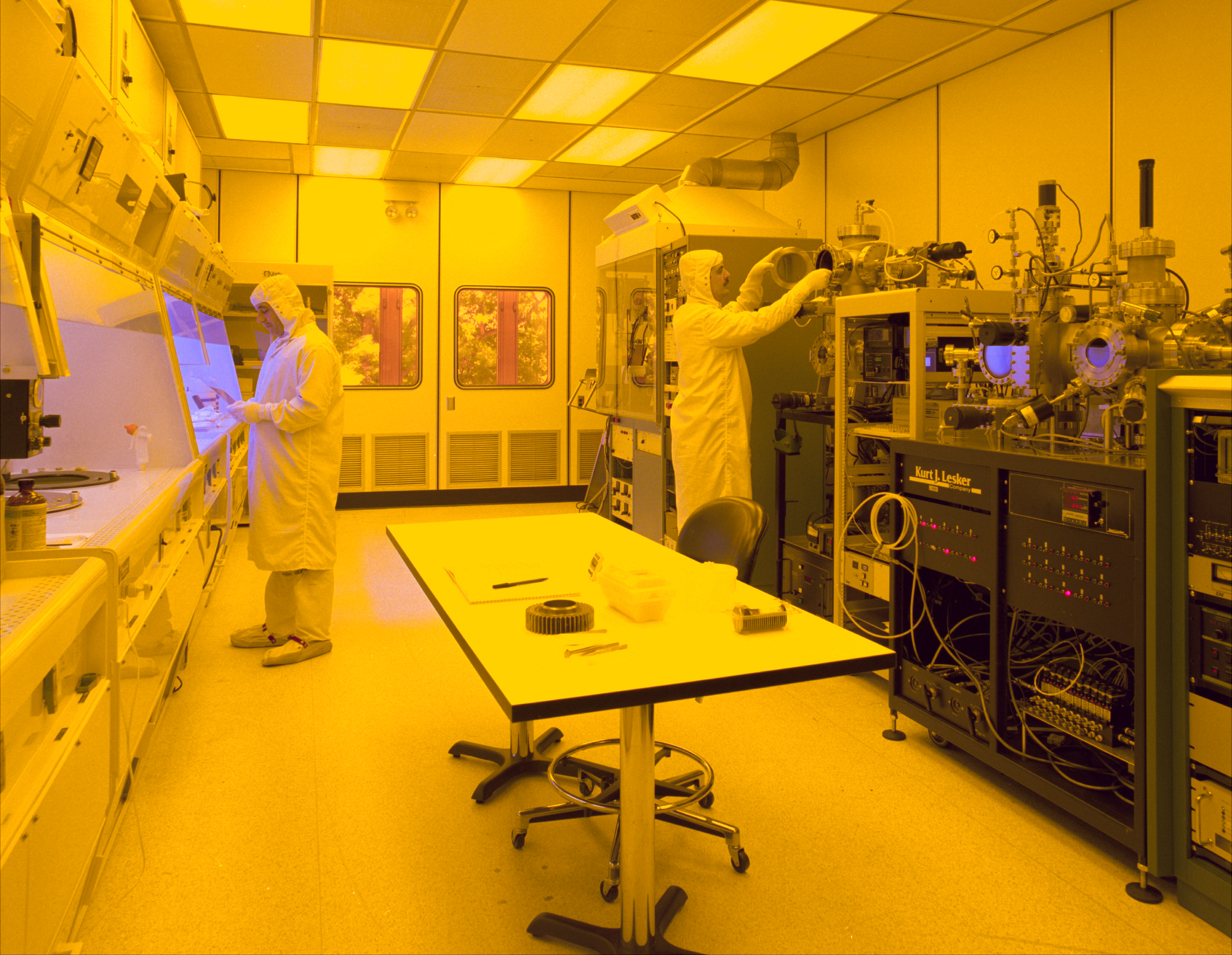
اتاق تمیز مرکز تحقیقات گلن ناسا

ساخت ادوات نیم‌رسانا یا ساخت افزاره‌های نیم‌رسانا (به انگلیسی: Semiconductor device fabrication) فرایندی است که برای تولید افزاره‌های نیم‌رسانا، به‌طور معمول قطعات فلز-اکسید-نیم‌رسانا (MOS) مورد استفاده در تراشه‌های مدار مجتمع (IC) که در دستگاه‌های برقی و الکترونیکی روزمره وجود دارند، مورد استفاده قرار می‌گیرند. این یک توالی چند مرحله‌ای از مراحل پردازش طرح‌نگار نوری و شیمیایی (مانند غیرفعال‌سازی، اکسایش حرارتی، فرآیند مسطح و جدایش پیوند) است که طی آن مدارهای الکترونیکی به تدریج روی ویفر ساخته‌شده از ماده نیم‌رسانای خالص ساخته می‌شوند. تقریباً همیشه از سیلیکون استفاده می‌شود، اما نیمرساناهای مرکبِ مختلفی برای کاربردهای تخصصی مورد استفاده قرار می‌گیرد.
کل مراحل ساخت، از ابتدا تا تراشه‌های بسته‌بندی شده آماده برای حمل و نقل، شش تا هشت هفته به طول می‌انجامد و در تولیدگاه برساخت نیم‌رسانا بسیار تخصصی، که ریخته‌گری یا فَب نیز نامیده می‌شود، انجام می‌شود. تمام برساخت (به انگلیسی: fabrication) در داخل اتاق تمیز، که بخش مرکزی یک فَب است، انجام می‌شود در افزاره‌های نیم‌رسانا پیشرفته‌تر، از جمله گره‌های نوین ۱۴، ۱۰ و ۷ نانومتر، برساخت می‌تواند تا ۱۵ هفته طول بکشد، که ۱۱ تا ۱۳ هفته میانگین صنعتی است. تولید در تأسیسات برساخت پیشرفته کاملاً خودکار بوده و در یک محیط نیتروژن مهر و موم شده به منظور بهبود عملکرد (نسبت به ریزتراشه‌ها در یک ویفر که به‌طور صحیح کار می‌کند) انجام می‌شود، با سیستم‌های انتقال مواد خودکار که از حمل و نقل ویفرها از دستگاهی به دستگاه دیگر مراقبت می‌کنند. کلیه ماشین آلات حاوی جَو داخلی اَزُت است. هوا داخل ماشین آلات معمولاً نسبت به هوای اطراف در اتاق تمیز، تمیز نگه داشته می‌شود. این جو داخلی به‌عنوان یک خُرد-محیط شناخته می‌شود. تولیدگاه‌های برساخت برای حفظ جو داخلی ماشین آلات فراورش به مقادیر زیادی اَزُت مایع نیاز دارند، که به‌طور مداوم با نیتروژن پاکسازی می‌شود.

## فهرست مراحل
این فهرستی از فنون‌های پردازش است که در طول ساخت قطعه الکترونیکی مدرن چندین بار به کار گرفته شده‌است. این فهرست لزوماً حاکی از ترتیب خاصی نیست. تجهیزات برای انجام این فرایندها توسط تعداد انگشت شماری از شرکت‌ها ساخته شده‌اند. تمام تجهیزات قبل از راه‌اندازی تولیدگاه برساخت نیم‌رسانا باید آزمایش شوند.
- پردازش ویفر
  - پاک‌کردن رطوبت
    - تمیزکردن توسط حلال‌هایی مانند استون، تری‌کلرواتیلن و آب فوق خالص
    - محلول پیرانا
    - آرسی‌ای تمیز

  - غیرفعال‌سازی سطح
  - طرح‌نگار نوری
  - کاشت یون (که در آن آلاینده‌ها در نواحی ویفر ایجاد می‌شوند که باعث افزایش یا کاهش رسانایی می‌شوند)
  - زدایش خشک
    - زدایش (ریزساخت)

  - زدایش یون-غیرفعال
- زدایش لایه اتمی (ALE)
- زدایش تَر
- زدایش پلاسما
- عملیات حرارتی
  - بازپخت حرارتی سریع
  - بازپخت‌های کوره‌ای
  - اکسایش حرارتی
- لایه‌نشانی بخار شیمیایی (CVD)
- لایه‌نشانی لایه اتمی (ALD)
- لایه‌نشانی بخار فیزیکی (PVD)
- برآرایی پرتو-مولکولی (MBE)
- خیزش لیزری (برای تولید LED[۶])
- لایه‌نشانی الکتروشیمیایی (ECD). آبکاری‌الکترولیتی را ببینید
- مسطح‌سازی شیمیایی-مکانیکی (CMP)
- آزمایش ویفر (جایی که عملکرد الکتریکی با استفاده از تجهیزات آزمایش خودکار تأیید می‌شود، پیرایش لیزری نیز در این مرحله ممکن است انجام شود)
- آمایش دای
  - ساخت میان‌راه سیلیکونی (برای مدارهای یکپارچه سه بعدی)
  - نصب ویفر (ویفر بر روی یک قاب فلزی با استفاده از نوار دای‌زنی سوار شده‌است)
  - سنگ‌زنی ویفر و جلادادن[۷] (ضخامت ویفر را برای ادوات نازک مانند کارت‌هوشمند یا کارت PCMCIA یا پیوند و روی‌هم انباشتن ویفر کاهش می‌دهد، این نیز می‌تواند در حین برش‌زنی ویفر اتفاق بیفتد، در فرایندی که تحت عنوان برش‌زنی قبل سایش یا DBG شناخته می‌شود[۸][۹])
  - اتصال‌زنی ویفر و چیدمان (برای مدارهای یکپارچه سه بعدی و مِمز)
  - ساخت لایه بازتوزیع (برای بسته‌های دبلیوال‌سی‌اس‌پی)
  - بستن ویفر (برای بسته‌های تراشه برگردان بی‌جی‌ای و WLCSP)
  - برش دای یا دای‌سازی ویفر
- بسته‌بندی آی‌سی
  - اتصال دای (دای با استفاده از خمیر رسانا یا فیلم ضمیمه دای به قاب‌پایه وصل می‌شود[۱۰][۱۱])
  - اتصال‌زنی آی‌سی: بندزنی سیمی، بندزنی ترمویونیک، تراشه برگردان یا بندزنی خودکار-نواری (TAB)
  - روپوش‌گذاری آی‌سی
    - قالب‌گیری (با استفاده از ترکیب قالب‌گیری ویژه)
    - پخت
    - آبکاری (صفحات مسی که از قاب پایه با قلع استفاده می‌شود تا لحیم‌کاری راحت‌تر شود)
    - علامت‌گذاری لیزری یا چاپ سیلک
    - سروشکل دادن (قاب‌پایه‌ها را از یکدیگر جداکرده و پین‌های قاب پایه را خم می‌کنند تا بتوان آن‌ها را روی برد مدار چاپی سوارکرد)
- آزمایش آی‌سی

علاوه بر این، مراحلی مانند زدایش رایت ممکن است انجام شود.

## برای مطالعهٔ بیشتر
- Kaeslin, Hubert (2008), Digital Integrated Circuit Design, from VLSI Architectures to CMOS Fabrication, Cambridge University Press بخش ۱۴٫۲.
- ویکی مربوط به فناوری تراشه